# 熊本パルコ
熊本パルコ（くまもとパルコ）は1986年から2020年まで、熊本県熊本市で営業していたファッションビル。

## 概要

### 開店までの経緯
前身の「サンバード長崎屋」熊本店は、地元不動産会社の「三陽」が1971年に竣工した地上9階・地下1階の大型ビル「新世界会館」で、1971年10月に開店し1984年2月で閉店した。「三陽」からパルコに跡地への出店を打診をしたが、地元商店街が強硬に進出に反対したため、計画より店舗面積を削減して1986年5月に開店した。九州地方では「大分パルコ」に次いで2店目の進出であり、コミュニティ型店舗として出店した。

### 熊本のハチ公前
「熊本パルコ」が立地する手取本町は西側がアーケード商店街の下通、北側が熊本市電が通る通町筋に面した角地にあり、近隣には熊本城、熊本市役所、老舗の地場百貨店「鶴屋百貨店」が居を構える、観光・行政・商業が集まる熊本市中心街の一等地で”ファッションの中核店”として賑わいを召致していた。
熊本市民なら誰でも知っているという"パル玉"は、1990年に通町筋側店舗前の歩道に設置されたクーゲル噴水「グラニット・ボール」で、強力な水圧と表面張力の作用で約350キロの石玉が台座から浮くため"玉"は触るとくるくる回転させられる。地元民の間では「パルコの前の玉」を略して"パル玉"が愛称として定着したのが由来とされ、熊本市の待ち合わせスポットになった。

### 熊本地震の対応
2016年4月14日閉店後の午後9時26分に発生した最大震度7の熊本地震のため、15日は施設の安全確認や売り場整理で休業となった。その後も余震が収まらない上に、人員不足のため建物の安全確認が進まず立ち入り制限が続き、営業再開の見通しが立たない状況が続いた。4月22日にパルコはHPにおいて建物の安全確認および営業の準備が整ったとして、4月23日から順次営業が再開され4月24日は一部の復旧作業中の店舗を除いて全館、変則的な営業時間対応によって再開を開始した。営業再開後は例年以上に販促イベントに力を入れたことで、業績は早期に回復を果たした。震災前の2年間は横ばいで推移していた業績も、今上期の3～8月は2.9％増となった。
「熊本パルコ」では2019年、熊本地震により甚大な被害を受けた「肥後一之宮 阿蘇神社」の復興支援プロジェクトを実施した。【阿蘇神社エール】企画第1弾として「熊本市現代美術館」協力による、「阿蘇神社」のシンボルであり日本三大楼門・国指定重要文化財である「阿蘇神社・楼門」の1/20スケール模型を特設会場で特別展示した。さらに復興支援とその途上であることのPRに"クラウドファンディングプロジェクト"のプロジェクトオーナーを務めた。

### 経営環境の変化
ピーク時の1991年には売上高が96億6700万円に達したが、2000年代以降は郊外の大型商業施設やネット通販との競合が激化。近隣では2008年10月にジョイント・コーポレーションが上通に商業施設「Aune KUMAMOTO (あうね熊本)」を開業。2017年4月には「ダイエー熊本下通店」跡に、地元不動産会社の「南栄開発」と地元の靴・鞄店の「櫻井總本店」が共同で開発している下通NSビル内で、商業施設「COCOSA (ココサ)」を開業している。2018年2月期は熊本地震の復興需要の反動もあって50億円を下回っていた。
中央区桜町の大規模な再開発事業「桜町地区第一種市街地再開発事業」に伴い、2015年2月を以って閉店した「県民百貨店」と、同年9月に一旦閉鎖した「熊本交通センター」の跡地に、2019年9月に竣工したバスターミナル・商業施設・ホテル・多目的施設等を併合した複合施設「SAKURA MACHI Kumamoto (サクラマチ クマモト)」が開業した。
中心市街地以外でもJR九州が熊本駅周辺地域で"九州新幹線開業"や"連続立体交差事業"、"土地区画整理事業"等の基盤整備と合わせて合同庁舎の移転等、副都心としての再開発を計画しており、熊本駅の在来線駅舎と”連続立体交差事業"は2019年3月で完了された。それ以降も熊本駅周辺において駅ビルを核とした大規模再開発が進められ、将来的に商業施設間の競合激化が予想された。

### 閉店発表
2017年度の売上高は49億8900万円（前年比79.9％）で、ピーク時に比べると2分の1近くにまで減少していた。地元ではすでに噂が上っていたが、2019年2月28日にパルコ(渋谷区)が「宇都宮パルコ」と「熊本パルコ」を閉店すると発表した。営業最終日は「宇都宮パルコ」が5月31日、「熊本パルコ」は2020年2月29日。「熊本パルコ」は開業から30年以上営業をしてきたが、今後の店舗運営方針について検討を重ねていくなか、建物の老朽化への対応や熊本の商業環境変化等をに加え、建物賃貸借契約の満了が重なったことで閉業が決定した。そのため第4四半期(2018年12月〜19年2月)に「宇都宮パルコ」で約22億円、「熊本パルコ」で約10億円、その他店舗の減損損失で13億円、合計45億円の特別損失を計上した。19年2月期の見通し（国際会計基準）は、売上高にあたる営業収益を937億円から908億円に、営業利益を108億円から51億円に、純利益を71億円から31億円の前期比60.3％減に下方修正した。
パルコの広報担当者は、「今回の営業終了は、あくまでも現在のビルでの営業を終了するというもの。今後については、ビル建替やその後の再出店についての検討を進めているところです」とコメント。現在すでにビル所有者との間で老朽化したビルを新たな複合ビルへと再開発していく検討や、その後の再出店についての検討を進めているところで、現在地から別の場所への移転については考えていないという。今後のビル建替や再出店計画の詳細については、決定した段階で発表する予定となっている。
パルコは地方ないし郊外の不採算店を閉店する一方で、今期以降は反転して攻勢を掛ける。牧山浩三社長は「現在は"スクラップ＆ビルド"を推進中だが、スクラップは19年3月期で終わり。20年2月期以降はビルドの年になる」と語る。20年2月期は3月に「錦糸町パルコ」の新規開店、夏に沖縄県の「サンエー浦添西海岸 PARCO CITY」の新規開業、秋に新生「渋谷パルコ」の開業と大型案件が目白押しで、営業収益1162億円（29.2％増）、営業利益127億円（134.1％増）、税引前利益105億円（108.0％増）、親会社に帰属する当期利益71億円（110.7％増）を見込んでいる。

### 閉店

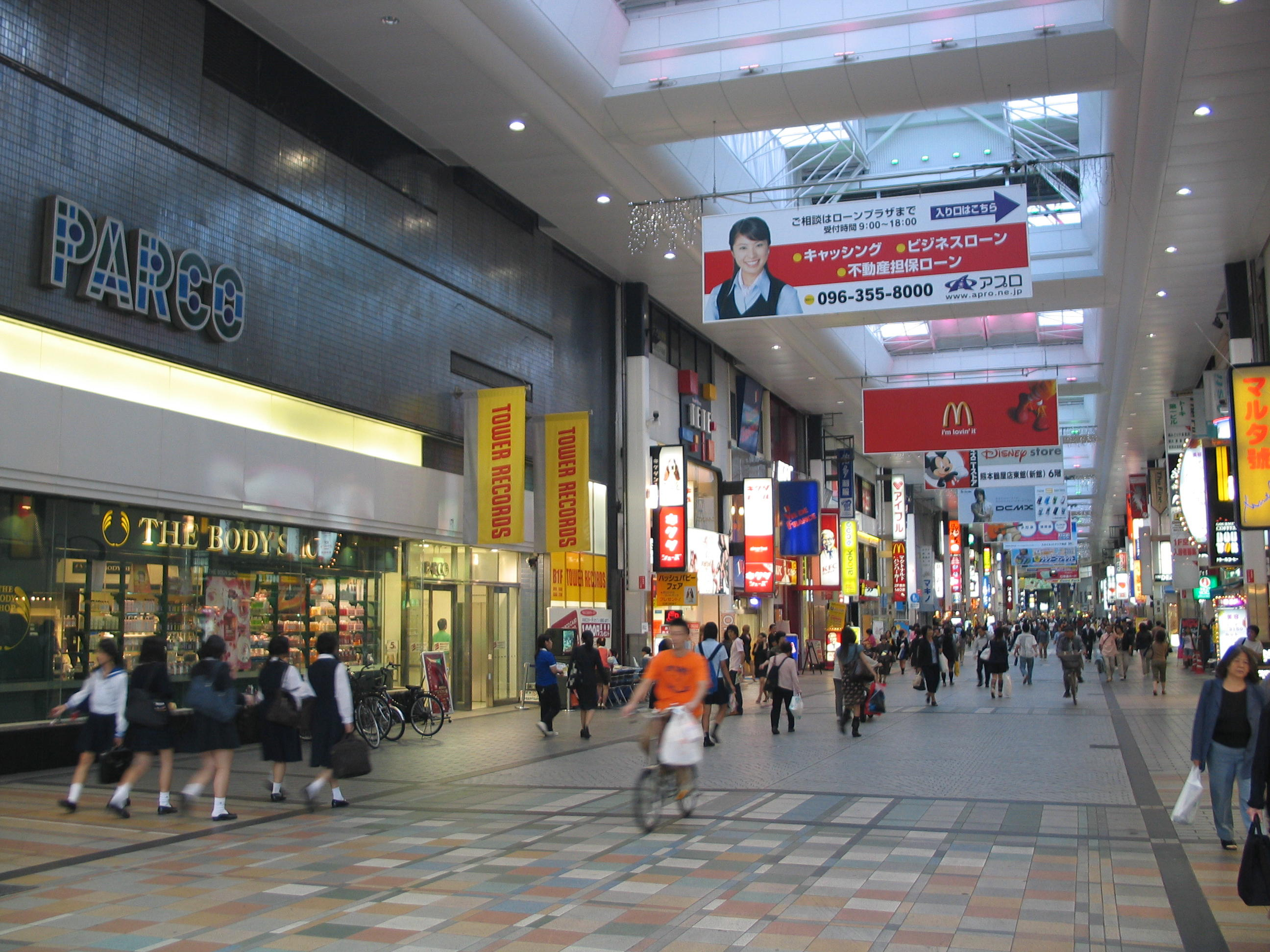
下通側店頭

33年間に渡り営業をしてきた「熊本パルコ」の最後を締めくくる企画として、熊本にゆかりのある44組の著名人を本展のために撮り下ろした最初で最後の写真展『さよならPARCO』が、2020年2月6日より1階の"PARCO GALLERY"で開催され、入場者は開催14日間で予想を超える1.5000人超を集めた。
2月29日の営業最終日は「感謝を込めて贈る、最後のギフト」として、「熊本パルコ」の外観写真をおさめた限定"手ぬぐい"を10時から先着500名に配布、写真展『さよならPARCO』に展示された すべての著名人44組と、「熊本パルコ」や 熊本の街の風景を収録した豪華版 52ページの限定"写真集型タブロイド"を 18時から先着1,000名に配布した。閉店後の20時15分から下通側の店頭で予定していた "閉館セレモニー"は、新型コロナウイルスの感染拡大防止という 観点から中止となったが、33年の営業にいったん幕を下ろした。
「熊本パルコ」が入っていたビルを所有する「三陽」は、4月から解体工事に着手し翌年6月末までの工期を予定している。ビルの建て替えには熊本市のまちづくりへの”貢献度”に応じて、容積率の割り増しや高さ制限の緩和措置が受けられる制度"まちなか再生プロジェクト"の活用が見込まれ、2023年春に開業予定のホテルが入る複合ビルにはパルコも再出店する。竹下徹店長は「街との共生をテーマにビル運営に努めてきた。いったんお別れするが、33年間ありがとうございました」とコメントした。

### 新業態で再出店

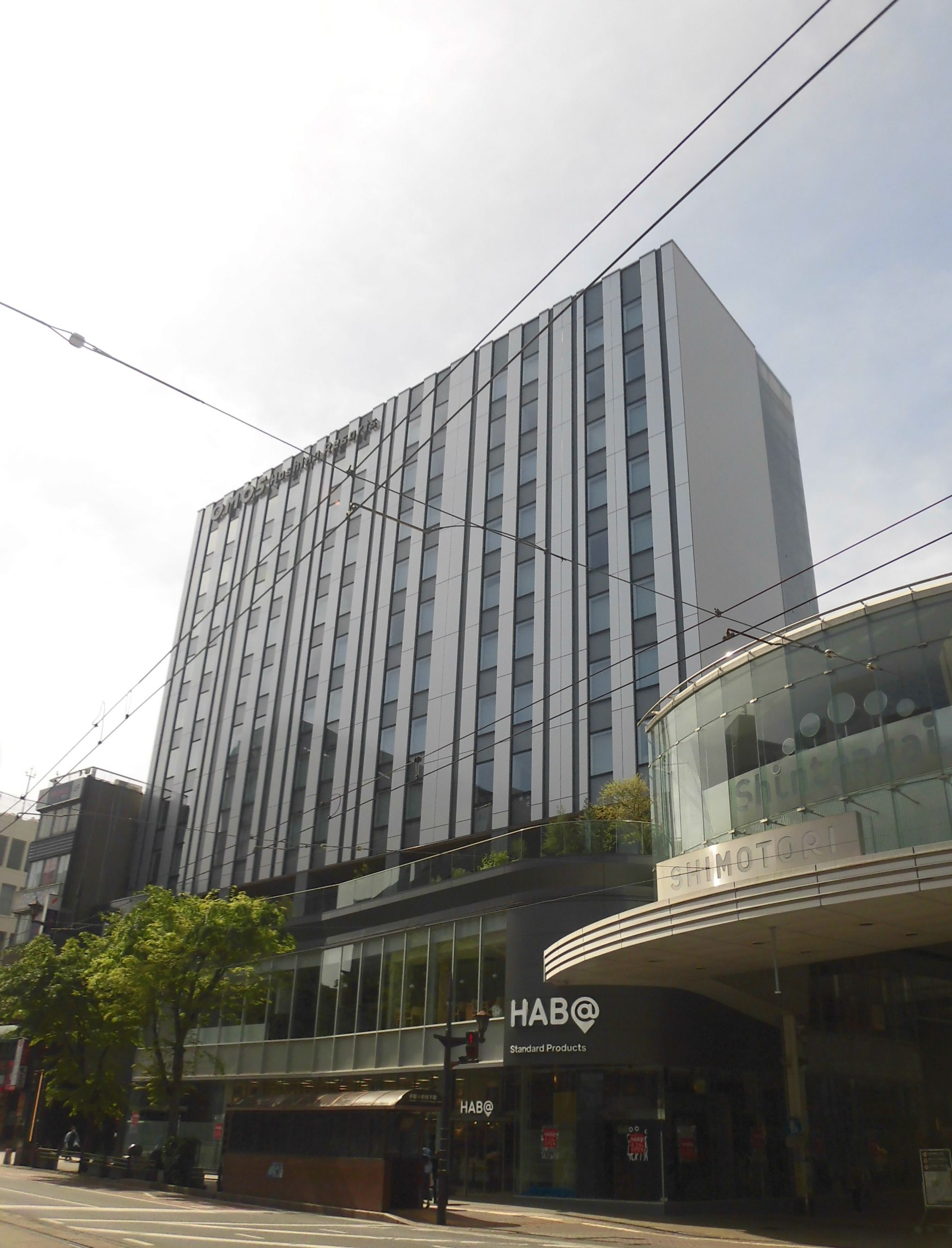
HAB@が入居する
Shinsekai下通GATE

パルコ(渋谷区)は2021年7月、「熊本パルコ」跡地に建設予定の「（仮称）下通GATEプロジェクトビル」の所有者である「三陽」と協議を重ねた結果"定期建物賃貸借予約契約書"を締結した。パルコの新施設はビルの地下1階～地上2階部分に入居する。近隣のアーケード商店街や周辺商業施設との相乗効果をもたらし、熊本地震からの復旧・復興が進む熊本の中心地にふさわしい新たな商業施設を目指す。今後は店舗企画・テナントリーシングなどの出店準備を進め、開業は2023年春を予定。上層階（地上3階～11階）には、熊本県初進出となる星野リゾートのホテルが開業する。
「熊本パルコ」跡地に建設中の複合ビル「Shinsekai (シンセカイ)下通GATE」で、地下1階から2階に熊本県初出店を含む20の店舗が揃うパルコが手掛ける商業施設「HAB@  (ハブアット)」と、3階から11階に星野リゾートの新ホテル「OMO5 (オモファイブ) 熊本」の、2023年4月25日オープンが明らかになった。内装には地震で被災した熊本城の屋根瓦を再利用の他、地元ブランド小国杉を用いて地元の家具作家が制作したベンチ・スツールを設置しており、街とのつながりを深める店作りを試みている。パルコ広報部は「今までのパルコと違い規模が小さく、より地方行政や企業と連携を強化した商業施設であり、新業態としてチャレンジする。新業態で取り組む地元企業も今回多い。大きなテナントに入ってもらうのではなく、地域の中小企業とパルコがともに店舗を編集する新しい形の商業施設となる」としている。「HAB＠」ブランドとしての次の出店計画は未定。
開業前日の4月24日は「HAB@」と都市型ホテル「OMO5 熊本」の合同内覧会が開催され、セレモニーには大西一史熊本市長とくまモンも出席。下通商店街と近隣の商業施設「COCOSA」と「SAKURA MACHI Kumamoto」からは開店祝いが贈られた。パルコの小林昭夫新規プロジェクト推進部長は「33年間、熊本パルコとして親しんでもらったこの場所で、幅広い世代のニーズに応える独自の魅力を持った場所を目指したい」と抱負を述べた。25日開業当日は平日であいにく雨だったが、300名の行列と多くのマスコミに囲まれるなか開店を迎えた。